# 因特拉尼亚
因特拉尼亚（義大利語：Intragna），是意大利皮埃蒙特大区韋爾巴諾-庫西奧-奧索拉省的一个市镇。总面积9平方公里，人口110人，人口密度12.2人/平方公里（2009年）。ISTAT代码为103037。